# Lista de prefeitos de Manaus
0Esta é a lista de prefeitos do município de Manaus, estado brasileiro do Amazonas.
No Amazonas, de 1890 a 1892, o chefe do poder executivo municipal chamava-se Comissário Executivo. Logo, de 1892 a 1926 passou-se a chamar Superintendente Municipal. E desde a promulgação da Constituição Amazonense de 14 de fevereiro de 1926 o nome Prefeito é usado para designar o chefe do Governo Municipal.

## Superintendentes Municipais e Prefeitos
| Nº | Nome                                 | Imagem                              | Partido                                          | Início do mandato       | Fim do mandato | Observações                                                                                      |
| 1  | Leovigildo Coelho                    |                                     | Partido Republicano PR                           | 24 de janeiro de 1890   | 22 de outubro de 1890 |                                                                                                  |
| 2  | José Carlos da Silva Telles          |                                     | Partido Liberal PL                               | 22 de outubro de 1890   | 12 de janeiro de 1891 |                                                                                                  |
| 3  | Antônio Clemente Ribeiro Bittencourt |                                     | Partido Conservador PCN                          | 12 de janeiro de 1891   | 15 de março de 1891 |                                                                                                  |
| 4  | Leonardo Antônio Malcher             |                                     | Partido Republicano Democrático PRD              | 15 de março de 1891     | 7 de abril de 1891 |                                                                                                  |
| —  | Antônio Clemente Ribeiro Bittencourt |                                     | Partido Conservador PCN                          | 7 de abril de 1891      | 8 de agosto de 1891 |                                                                                                  |
| 5  | Raimundo Pinto Brandão               |                                     | Partido Republicano PR                           | 8 de agosto de 1891     | 21 de março de 1892 |                                                                                                  |
| 6  | Manoel Antônio Grangeiro             |                                     | Partido Liberal PL                               | 21 de março de 1892     | 19 de agosto de 1893 |                                                                                                  |
| 7  | Manoel Uchôa Rodrigues               |                                     | Partido Liberal PL                               | 19 de agosto de 1893    | 13 de outubro de 1895 |                                                                                                  |
| 8  | Raimundo Affonso de Carvalho         |                                     | Partido Liberal PL                               | 13 de outubro de 1895   | 1° de janeiro de 1897 |                                                                                                  |
| 9  | Justiniano Serpa                     |                                     | Partido Conservador PCN                          | 1° de janeiro de 1897   | 15 de setembro de 1898 |                                                                                                  |
| 10 | Hildebrando Luiz Antony              |                                     | Partido Republicano Federal PRF                  | 15 de setembro de 1898  | 5 de julho de 1899 |                                                                                                  |
| 11 | Joaquim de Souza Ramos               |                                     | Partido Liberal PL                               | 5 de julho de 1899      | 24 de outubro de 1899 |                                                                                                  |
| 12 | Arthur Cesar Moreira de Araújo       |                                     | Partido Republicano Democrático PRD              | 24 de outubro de 1899   | 1° de janeiro de 1902 |                                                                                                  |
| 13 | Adolpho Guilherme de Miranda Lisboa  |                                     | Partido Republicano Democrático PRD              | 1° de janeiro de 1902   | 16 de junho de 1902 |                                                                                                  |
| 14 | João Coelho de Miranda Leão          |                                     | Partido Republicano PR                           | 16 de junho de 1902     | 5 de dezembro de 1902 |                                                                                                  |
| 15 | Martinho de Luna Alencar             |                                     | Partido Republicano Democrático PRD              | 5 de dezembro de 1902   | 13 de novembro de 1903 |                                                                                                  |
| —  | Adolpho Guilherme de Miranda Lisboa  |                                     | Partido Republicano Democrático PRD              | 13 de novembro de 1903  | 8 de maio de 1904 |                                                                                                  |
| —  | João Coelho de Miranda Leão          |                                     | Partido Republicano Democrático PRD              | 8 de maio de 1904       | 15 de dezembro de 1904 |                                                                                                  |
| —  | Adolpho Guilherme de Miranda Lisboa  |                                     | Partido Republicano Democrático PRD              | 15 de dezembro de 1904  | 11 de janeiro de 1907 |                                                                                                  |
| 16 | José da Costa Monteiro Tapajós       |                                     | Partido Republicano Democrático PRD              | 11 de janeiro de 1907   | 28 de novembro de 1907 |                                                                                                  |
| —  | Adolpho Delcidio do Amaral           |                                     | Partido Republicano Democrático PRD              | 28 de novembro de 1907  | 11 de abril de 1908 |                                                                                                  |
| 17 | Domingos José de Andrade             |                                     | Partido Republicano Democrático PRD              | 11 de abril de 1908     | 18 de maio de 1909 |                                                                                                  |
| 18 | Agnello Bittencourt                  |                                     | Partido Republicano Federal PRF                  | 18 de maio de 1909      | 19 de maio de 1910 |                                                                                                  |
| 19 | Adrião Ribeiro Nepomuceno            |                                     | Partido Republicano Federal PRF                  | 19 de maio de 1910      | 8 de outubro de 1910 |                                                                                                  |
| 20 | Carlos Guilherme Gordon Studart      |                                     | Partido Democrático Nacional PDN                 | 8 de outubro de 1910    | 28 de outubro de 1910 | De 8 a 28 de outubro, sua nomeação foi anulada pelo Congresso do Amazonas.                       |
| —  | Adrião Ribeiro Nepomuceno            |                                     | Partido Republicano Federal PRF                  | 28 de outubro de 1910   | 31 de março de 1911 |                                                                                                  |
| 21 | Jorge de Morais                      |                                     | Partido Republicano Federal PRF                  | 31 de março de 1911     | 1° de janeiro de 1914 |                                                                                                  |
| 22 | Henrique Ferreira Penna de Azevedo   |                                     | Partido Liberal Amazonense PL                    | 1° de janeiro de 1914   | 10 de outubro de 1914 |                                                                                                  |
| 23 | Dorval Pires Porto                   |                                     | Partido Liberal Amazonense PL                    | 10 de outubro de 1914   | 1° de janeiro de 1917 |                                                                                                  |
| 24 | Antônio Ayres de Almeida Freitas     |                                     | Partido Liberal Amazonense PL                    | 1° de janeiro de 1917   | 1° de janeiro de 1920 |                                                                                                  |
| 25 | Basílio Torreão Franco de Sá         |                                     | Partido Republicano Conservador PRC              | 1° de janeiro de 1920   | 1° de janeiro de 1923 |                                                                                                  |
| 26 | Vivaldo Lima                         |                                     | Partido Liberal Amazonense PL                    | 1° de janeiro de 1923   | 10 de outubro de 1923 |                                                                                                  |
| 27 | Edgard de Rezende do Rego Monteiro   |                                     | Partido Republicano Conservador PRC              | 10 de outubro de 1923   | 16 de fevereiro de 1924 |                                                                                                  |
| 28 | Francisco das Chagas Aguiar          |                                     | Partido Republicano Conservador PRC              | 16 de fevereiro de 1924 | 1° de abril de 1924 |                                                                                                  |
| 29 | José Francisco de Araújo Lima        |                                     | Partido Republicano Conservador PRC              | 1° de abril de 1924     | 17 de dezembro de 1924 |                                                                                                  |
| 30 | Gentil Augusto Bittencourt           |                                     | Partido Republicano Progressista PRP             | 17 de dezembro de 1924  | 23 de dezembro de 1925 |                                                                                                  |
| 31 | Hugo Carneiro                        |                                     | Partido Republicano Progressista PRP             | 23 de dezembro de 1925  | 31 de dezembro de 1926 |                                                                                                  |
| —  | José Francisco de Araújo Lima        |                                     | Partido Republicano Conservador PRC              | 31 de dezembro de 1926  | 13 de agosto de 1929 |                                                                                                  |
| 32 | Sérgio Rodrigues Pessoa              |                                     | Partido Republicano Progressista PRP             | 13 de agosto de 1929    | 24 de fevereiro de 1930 |                                                                                                  |
| 33 | Joaquim Tanajura                     |                                     | Aliança Liberal AL                               | 24 de fevereiro de 1930 | 22 de setembro de 1930 |                                                                                                  |
| 34 | Marciano Armond                      |                                     | Aliança Liberal AL                               | 22 de setembro de 1930  | 16 de maio de 1931 |                                                                                                  |
| 35 | Emanuel de Moraes                    |                                     | Aliança Liberal AL                               | 16 de maio de 1931      | 3 de junho de 1932 |                                                                                                  |
| 36 | Luiz Caetano de Oliveira Cabral      |                                     | Aliança Liberal AL                               | 3 de junho de 1932      | 18 de junho de 1933 |                                                                                                  |
| 37 | Alexandre de Carvalho Leal           |                                     | Aliança Liberal AL                               | 18 de junho de 1933     | 25 de dezembro de 1933 |                                                                                                  |
| 38 | Sócrates Bomfim                      |                                     | Aliança Liberal AL                               | 25 de dezembro de 1933  | 27 de outubro de 1934 |                                                                                                  |
| 39 | Pedro Severiano Nunes                |                                     | Aliança Liberal AL                               | 27 de outubro de 1934   | 15 de dezembro de 1935 |                                                                                                  |
| 40 | Alfredo de Lima Castro               |                                     | Aliança Liberal AL                               | 15 de dezembro de 1935  | 24 de abril de 1936 |                                                                                                  |
| —  | Jessé de Moura Pinto                 |                                     | Aliança Liberal AL                               | 24 de abril de 1936     | 28 de julho de 1936 |                                                                                                  |
| 41 | Antônio Botelho Maia                 |                                     | Partido Progressista PP                          | 28 de julho de 1936     | 18 de abril de 1941 |                                                                                                  |
| 42 | Adhmar de Andrade Thury              |                                     | Aliança Liberal AL                               | 18 de abril de 1941     | 10 de agosto de 1942 |                                                                                                  |
| —  | Paulo de la Cruce de Grana Marinho   |                                     | Aliança Liberal AL                               | 10 de agosto de 1942    | 1° de janeiro de 1943 |                                                                                                  |
| 43 | Antovila Rodrigues Mourão Vieira     |                                     | Partido Progressista PP                          | 1° de janeiro de 1943   | 1° de janeiro de 1945 |                                                                                                  |
| 44 | Francisco do Couto Vale              |                                     | Partido Social Democrático PSD                   | 1° de janeiro de 1945   | 5 de maio de 1945 |                                                                                                  |
| 45 | Jaime Bittencourt de Araújo          |                                     | Partido Social Democrático PSD                   | 5 de maio de 1945       | 10 de janeiro de 1946 |                                                                                                  |
| —  | Arnoldo Carpinteiro Peres            |                                     | Partido Social Democrático PSD                   | 10 de janeiro de 1946   | 23 de fevereiro de 1946 |                                                                                                  |
| 46 | José Frazão Ribeiro                  |                                     | Partido Social Democrático PSD                   | 23 de fevereiro de 1946 | 1° de janeiro de 1947 |                                                                                                  |
| 47 | Raymundo Chaves Ribeiro              |                                     | Partido Trabalhista Brasileiro PTB               | 1° de janeiro de 1947   | 1° de janeiro de 1951 |                                                                                                  |
| —  | Walter Scott da Silva Rayol          |                                     | Partido Trabalhista Brasileiro PTB               | 1° de janeiro de 1951   | 13 de março de 1951 |                                                                                                  |
| 48 | Edson Epaminondas de Mello           |                                     | Partido Social Democrático PSD                   | 13 de março de 1951     | 21 de fevereiro de 1952 |                                                                                                  |
| 49 | Álvaro Symphronio Bandeira de Mello  |                                     | Partido Socialista Brasileiro PSB                | 21 de fevereiro de 1952 | 28 de julho de 1952 |                                                                                                  |
| —  | Jessé de Moura Pinto                 |                                     | Partido Socialista Brasileiro PSB                | 28 de julho de 1952     | 6 de agosto de 1952 |                                                                                                  |
| 50 | Oscar da Costa Rayol                 |                                     | Partido Trabalhista Brasileiro PTB               | 6 de agosto de 1952     | 21 de março de 1953 |                                                                                                  |
| 51 | Aluízio Marques Brasil               |                                     | Partido Democrata Cristão PDC                    | 21 de março de 1953     | 16 de janeiro de 1955 |                                                                                                  |
| —  | Raymundo Coqueiro Mendes             |                                     | Partido Democrata Cristão PDC                    | 16 de janeiro de 1955   | 2 de abril de 1955 |                                                                                                  |
| —  | Walter Scott da Silva Rayol          |                                     | Partido Trabalhista Brasileiro PTB               | 2 de abril de 1955      | 20 de maio de 1955 |                                                                                                  |
| 51 | Stênio Neves                         |                                     | Partido Trabalhista Brasileiro PTB               | 20 de maio de 1955      | 8 de abril de 1956 |                                                                                                  |
| 52 | Gilberto Mestrinho                   |                                     | Partido Trabalhista Brasileiro PTB               | 8 de abril de 1956      | 30 de março de 1958 |                                                                                                  |
| —  | Eurythis Pinto de Souza              |                                     | Partido Trabalhista Brasileiro PTB               | 30 de março de 1958     | 22 de dezembro de 1958 |                                                                                                  |
| 53 | Ismael Benigno                       |                                     | Partido Social Trabalhista PST                   | 22 de dezembro de 1958  | 16 de março de 1959 |                                                                                                  |
| —  | Eurythis Pinto de Souza              |                                     | Partido Social Trabalhista PST                   | 16 de março de 1959     | 13 de junho de 1959 |                                                                                                  |
| —  | Lóris Valdetaro Cordovil             |                                     | União Democrática Nacional UDN                   | 13 de junho de 1959     | 8 de setembro de 1959 |                                                                                                  |
| 54 | Walter Scott da Silva Rayol          |                                     | Partido Trabalhista Brasileiro PTB               | 8 de setembro de 1959   | 11 de dezembro de 1959 |                                                                                                  |
| 55 | Olavo das Neves de Oliveira Melo     |                                     | Partido Social Democrático PSD                   | 11 de dezembro de 1959  | 1° de janeiro de 1960 |                                                                                                  |
| 56 | Plínio Ramos Coelho                  |                                     | Partido Trabalhista Brasileiro PTB               | 1° de janeiro de 1960   | 30 de agosto de 1960 |                                                                                                  |
| —  | Walter Scott da Silva Rayol          |                                     | Partido Trabalhista Brasileiro PTB               | 30 de agosto de 1960    | 17 de fevereiro de 1961 |                                                                                                  |
| 57 | Lóris Valdetaro Cordovil             |                                     | União Democrática Nacional UDN                   | 17 de fevereiro de 1961 | 23 de fevereiro de 1962 |                                                                                                  |
| 58 | Josué Cláudio de Souza               |                                     | Partido Trabalhista Brasileiro PTB               | 23 de fevereiro de 1962 | 19 de outubro de 1964 | Renunciou                                                                                        |
| —  | João Zany dos Reis                   |                                     | Partido Rural Trabalhista PRT                    | 19 de outubro de 1964   | 23 de março de 1965 | Presidente da Câmara Municipal                                                                   |
| 59 | Vinicius Monte Conrado Gomes         |                                     | Partido Trabalhista Brasileiro PTB               | 23 de março de 1965     | 24 de novembro de 1965 | Renunciou                                                                                        |
| 60 | Paulo Nery                           |                                     | Aliança Renovadora Nacional ARENA                | 24 de novembro de 1965  | 16 de novembro de 1972 |                                                                                                  |
| 61 | Frank Abrahim Lima                   |                                     | Aliança Renovadora Nacional ARENA                | 22 de novembro de 1972  | 15 de março de 1975 |                                                                                                  |
| 62 | Jorge Teixeira de Oliveira           |                                     | Aliança Renovadora Nacional ARENA                | 7 de abril de 1975      | 21 de março de 1979 |                                                                                                  |
| 63 | José Fernandes                       |                                     | Partido Democrático Social PDS                   | 27 de março de 1979     | 12 de março de 1982 |                                                                                                  |
| —  | João de Mendonça Furtado             |                                     | Partido Democrático Social PDS                   | 12 de março de 1982     | 15 de março de 1983 |                                                                                                  |
| 64 | Amazonino Mendes                     |                                     | Partido do Movimento Democrático Brasileiro PMDB | 28 de março de 1983     | 1º de janeiro de 1986 |                                                                                                  |
| 65 | Manoel Henriques Ribeiro             |                                     | Partido Trabalhista Brasileiro PTB               | 1º de janeiro de 1986   | 6 de julho de 1988 | Prefeito eleito em sufrágio universal em eleições de 15.11.1985 (1º turno). Afastado             |
| —  | Alfredo Nascimento                   |                                     | Partido da Frente Liberal PFL                    | 6 de julho de 1988      | 5 de dezembro de 1988 | Interventor                                                                                      |
| —  | Manoel Henriques Ribeiro             |                                     | Partido Trabalhista Brasileiro PTB               | 5 de dezembro de 1988   | 1º de janeiro de 1989 | Prefeito eleito em sufrágio universal em eleições de 15.11.1985 (1º turno) retornou ao cargo     |
| 66 | Arthur Virgílio Neto                 |                                     | Partido Socialista Brasileiro PSB                | 1º de janeiro de 1989   | 1º de janeiro de 1993 | Prefeito eleito em sufrágio universal em eleições de 15.11.1988 (1º turno)                       |
| 67 | Amazonino Mendes                     |                                     | Partido Progressista Reformador PPR              | 1º de janeiro de 1993   | 2 de abril de 1994 | Prefeito eleito em sufrágio universal em eleições de 15.11.1992 (2º turno) que renunciou o cargo |
| 68 | Eduardo Braga                        |                                     | Partido Progressista Brasileiro PPB              | 2 de abril de 1994      | 1º de janeiro de 1997 | Vice-prefeito eleito no cargo de prefeito                                                        |
| 69 | Alfredo Nascimento                   |                                     | Partido Progressista Brasileiro PPB              | 1º de janeiro de 1997   | 1º de janeiro de 2001 | Prefeito eleito em sufrágio universal em eleições de 15.11.1996 (2º turno)                       |
| 69 | Alfredo Nascimento                   | Partido Liberal PL                  | 1º de janeiro de 2001                            | 11 de março de 2004     | Prefeito reeleito em sufrágio universal em eleições de 29.10.2000 (2º turno) renunciou para assumir o Ministério dos Transportes |                                                                                                  |
| —  | Luís Alberto Carijó                  |                                     | Partido Progressista PP                          | 11 de março de 2004     | 1º de janeiro de 2005 | Presidente da Câmara Municipal                                                                   |
| 70 | Serafim Corrêa                       |                                     | Partido Socialista Brasileiro PSB                | 1º de janeiro de 2005   | 1º de janeiro de 2009 | Prefeito eleito em sufrágio universal em eleições de 27.10.2004 (2º turno)                       |
| 71 | Amazonino Mendes                     |                                     | Partido Trabalhista Brasileiro PTB               | 1º de janeiro de 2009   | 1º de janeiro de 2013 | Prefeito eleito em sufrágio universal em eleições de 26.10.2008 (2º turno)                       |
| 71 | Amazonino Mendes                     | Partido Democrático Trabalhista PDT |                                                  | 1º de janeiro de 2009   | 1º de janeiro de 2013 | Prefeito eleito em sufrágio universal em eleições de 26.10.2008 (2º turno)                       |
| 71 | Amazonino Mendes                     | Partido Social Democrático PSD      |                                                  | 1º de janeiro de 2009   | 1º de janeiro de 2013 | Prefeito eleito em sufrágio universal em eleições de 26.10.2008 (2º turno)                       |
| 72 | Arthur Virgílio Neto                 |                                     | Partido da Social Democracia Brasileira PSDB     | 1º de janeiro de 2013   | 1º de janeiro de 2017 | Prefeito eleito em sufrágio universal em eleições de 28.10.2012 (2º turno)                       |
| 72 | Arthur Virgílio Neto                 | 1º de janeiro de 2017               | Partido da Social Democracia Brasileira PSDB     | 1° de janeiro de 2021   | Prefeito reeleito em sufrágio universal em eleições de 30.10.2016 (2º turno)                                                     |                                                                                                  |
| 73 | David Almeida                        |                                     | Avante                                           | 1° de janeiro de 2021   | 31 de dezembro de 2024 | Prefeito eleito em sufrágio universal em eleições de 29.11.2020 (2º turno)                       |
| 73 | David Almeida                        | 1º de janeiro de 2025               | Avante                                           | Atual                   | Prefeito eleito em sufrágio universal em eleições de 27.10.2024 (2º turno)                                                       |                                                                                                  |

Legenda
| cor     | significado                                                             |
| Verde   | mandatários eleitos por votação direta (voto popular)                   |
| Amarelo | mandatários eleitos por votação indireta (câmara municipal) ou nomeados |

### Desempenho de Partidos
| Partidos | Vitórias | Eleição                            |
| -------- | -------- | ---------------------------------- |
| PPR      | 1        | Municipal de Manaus em 1992        |
| PPB      | 1        | Municipal de Manaus em 1996        |
| PL       | 1        | Municipal de Manaus em 2000        |
| Avante   | 2        | Municipal de Manaus em 2020 e 2024 |
| PSB      | 2        | Municipal de Manaus em 1988 e 2004 |
| PTB      | 2        | Municipal de Manaus em 1985 e 2008 |
| PSDB     | 2        | Municipal de Manaus em 2012 e 2016 |